# Zugspitz-Gletscherbahn
| Gletscherbahn                                  | Gletscherbahn                                              |
| ---------------------------------------------- | ---------------------------------------------------------- |
| Bergstation der Zugspitz-Gletscherbahn         |                                                            |
| Lage:                                          | Zugspitzplatt BY D                                         |
| Gebirge:                                       | Wettersteingebirge, Alpen                                  |
| Gesamtlänge:                                   | 1.000 m                                                    |
| Höhendifferenz:                                | 362 m 2.588 m {\displaystyle \mathrm {\nearrow } } 2.950 m |
| Talstation:                                    | 47° 24′ 48,5″ N, 10° 58′ 48″ O                             |
| Bergstation:                                   | 47° 25′ 16,1″ N, 10° 59′ 8,6″ O                            |
| Eröffnung:                                     | 21. Dezember 1992                                          |
| Fahrt                                          |                                                            |
| Dauer:                                         | 3,5 Minuten                                                |
| Geschwindigkeit:                               | 9 m/s                                                      |
| Beförderungsleistung:                          | 1.000 Personen/h                                           |
| Blick auf die Talstation auf dem Zugspitzplatt |                                                            |

Die Zugspitz-Gletscherbahn ist eine 1992 in Betrieb genommene, 1000 Meter lange Luftseilbahn auf die Zugspitze. Sie verbindet das Zugspitzplatt direkt mit dem 360 m höher gelegenen Gipfel. Seitdem die Bergstation der Bayerischen Zugspitzbahn vom Schneefernerhaus auf das Platt verlegt wurde, haben das Schneefernerhaus und die alten Seilbahnen, die von dort auf das Platt hinunter (Hangbahn und alte Gletscherbahn) und hinauf auf den Gipfel (Gipfelseilbahn) fuhren, ihre Bedeutung verloren.
Die von der Bayerischen Zugspitzbahn Bergbahn AG betriebene Bahn ist als Pendelbahn mit je zwei Tragseilen ausgeführt und hat keine Stütze. Ihre Tragseile haben einen Durchmesser von 50 mm, ihr Zugseil 34 mm Durchmesser.
Der Antrieb erfolgt mit zwei Motoren von jeweils 210 kW Leistung in der Talstation. Die Kabinen der Zugspitz-Gletscherbahn haben ein Fassungsvermögen von 90 Personen, die Bahn insgesamt hat eine Förderleistung von 1000 Personen pro Stunde und Richtung.
Erbaut wurde die Bahn vom Südtiroler Unternehmen Hölzl Seilbahnbau.